# Alien (videojuego)
Alien es un juego de estrategia y aventura desarrollado por Concept Software y publicado por Argus Press Software para el Commodore 64 y el ZX Spectrum en 1984, y posteriormente portado al Amstrad CPC en 1985. Se basa en la película de ciencia ficción Alien: el octavo pasajero.

## El juego
Alien es un juego lento con gran carga de suspense, que utiliza gráficos muy simples en negro y verde, con un poco de color extra para algunos textos y para la ubicación de los personajes. Un menú omnisciente conduce el juego, a través del cual el jugador se pone a cargo de todos los miembros de la tripulación de la Nostromo. El juego comienza con la muerte de uno de los miembros de la tripulación, que refleja la muerte de Kane cuando da a luz al xenomorfo en la película. El jugador mueve los personajes en una representación en una cuadrícula del mapa de la nave mientras buscan al alien. En el mapa hay varios objetos que son útiles como redes, incineradores, pistolas y tanques de oxígeno. El jugador puede ordenar a uno de los miembros de la tripulación que recoja tales objetos y los use cuando sea necesario.
El estado emocional de los tripulantes puede variar entre seguro, estable, incómodo, agitado, histérico, y en shock. Esto significa que los miembros de la tripulación no siempre obedecerán sus órdenes y pueden ser paralizados por el miedo o la falta de voluntad para entrar en una situación peligrosa. Ordenar a personajes recoger armas puede afectar positivamente su estado emocional y es más probable que sigan las órdenes. El envío de un personaje en solitario puede afectar negativamente a su estado emocional haciendo que responda mal. Además, al igual que en la película, uno de los miembros de la tripulación es secretamente un androide y se convertirá cuando el jugador menos lo espera. Cuando la tripulación se reduce a tres, existe la opción de autodestruir la nave y escapar en el Narciso.

## Recepción
Alien recibió críticas diversas. Para la versión ZX Spectrum el veredicto general de CRASH fue: "Un juego excelente [...] a Hitchcock le hubiera encantado". Los tres revisores de Your Spectrum le dieron una revisión positiva con las puntuaciones de 3/5, 4/5 y 5/5, respectivamente. Por otro lado, el revisor de Computer & Video Games dio a la versión para Commodore 64 una puntuación media de solo 11/40, opinando que el juego era una mala adaptación de la película. Retrospectivamente, Stephen Kleckner de Thunderbolt escribió positivamente sobre el juego.